# Valdrin Lluka
Valdrin Lluka (ur. 28 grudnia 1980 w Djakowicy) – kosowski polityk i przedsiębiorca, w latach 2017-2020 pełnił funkcję ministra rozwoju gospodarki Republiki Kosowa.

## Życiorys
Był dyrektorem agencji mającej na celu promować Kosowo za granicą i przyciągać zagranicznych inwestorów do Kosowa. Działał jako wolontariusz organizacji Kosovo American Education Fund, która przyznaje stypendia dla kosowskich studentów podejmujących studia magisterskie w Stanach Zjednoczonych. Dzięki temu Lluka uzyskał możliwość studiowania na Carlson School of Management w zakresie zarządzania strategicznego; studia ukończył w 2009 roku.
Od 2017 do 4 lutego 2020 pełnił funkcję ministra rozwoju gospodarki Kosowa. Podczas pełnienia tej funkcji, w Kosowie rozwinął się sektor energetyczy, przemysł wydobywczy oraz technologie teleinformatyczne, rozpoczęto również nadzorować wszystkie publiczne kosowskie przedsiębiorstwa; powołał również fundusz efektywności energetycznej oraz Program Gospodarki Cyfrowej Kosowa. Dnia 9 sierpnia 2019 roku Lluka spotkał się z ambasadorem Republiki Czeskiej w Prisztinie, Pavlem Bílkiem, gdzie omawiano kwestie gospodarcze.